# Lantos Levente
Lantos Levente (Pécs, 1980. július 26. –) magyar labdarúgó.

## NB. I-es pályafutása
2003. március 4-én a Ferencváros-PMFC mérkőzésen a 79. percen cserélték be, igaz 6 perccel később Juhos Attila kiállította. A PMFC színeiben 108 NB. I-es mérkőzésen lépett pályára. Ezalatt összesen 2 gólt szerzett, 18 sárgalapot kapott, három alkalommal állították ki.
2015. januárjában Kozármislenybe igazolt.